# Автостоп (фільм)
Автостоп — художній фільм Микити Михалкова 1990 року.

## Сюжет
Італійський автогонщик Сандро за контрактом повинен провести зимові випробування автомобіля в Росії, де події приймають несподіваною поворот. До нього попутницею підсаджується вагітна жінка, яка поспішає в лікарню народжувати. Їх наздоганяє її чоловік і їде далі разом з ними. У пологовий будинок вони не встигають, і пологи у неї приймає чоловік у лісі біля дороги. В душі у італійця, який вперше побачив народження людини, відбувається душевне переродження. Він починає розуміти, яку помилку зробив, кинувши колись свою дружину і сина.

## У ролях
- Массімо Вентурьелло — Сандро
- Ніна Русланова — Настя
- Володимир Гостюхін — Саша
- Джорджо Бьяваті — Капо Колладаторе, колега Сандро
- Любов Соколова — медсестра
- Лариса Удовиченко — телефоністка
- Вірджинія Брайант — італійка
- Олександра Бараньска — полька
- Джанні Берсані — заправник
- Тоті Д'Ауреліо — синочок заправника
- Степан Михалков — офіцер-прикордонник, який перевіряє документи Сандро при в'їзді в СРСР

## Знімальна група
- Сценарій: Микита Михалков, Рустам Ібрагімбеков
- Режисер: Микита Михалков
- Оператор: Франко Ді Джакомо
- Композитор: Едуард Артем'єв